# (355) Gabriella
(355) Gabriella es un asteroide perteneciente al cinturón de asteroides descubierto el 20 de enero de 1893 por Auguste Honoré Charlois desde el observatorio de Niza, Francia.
Está nombrado en honor de Gabrielle Renaudot (1877-1962), astrónoma francesa.